# Herz-Jesu-Kirche (Nikolausdorf)

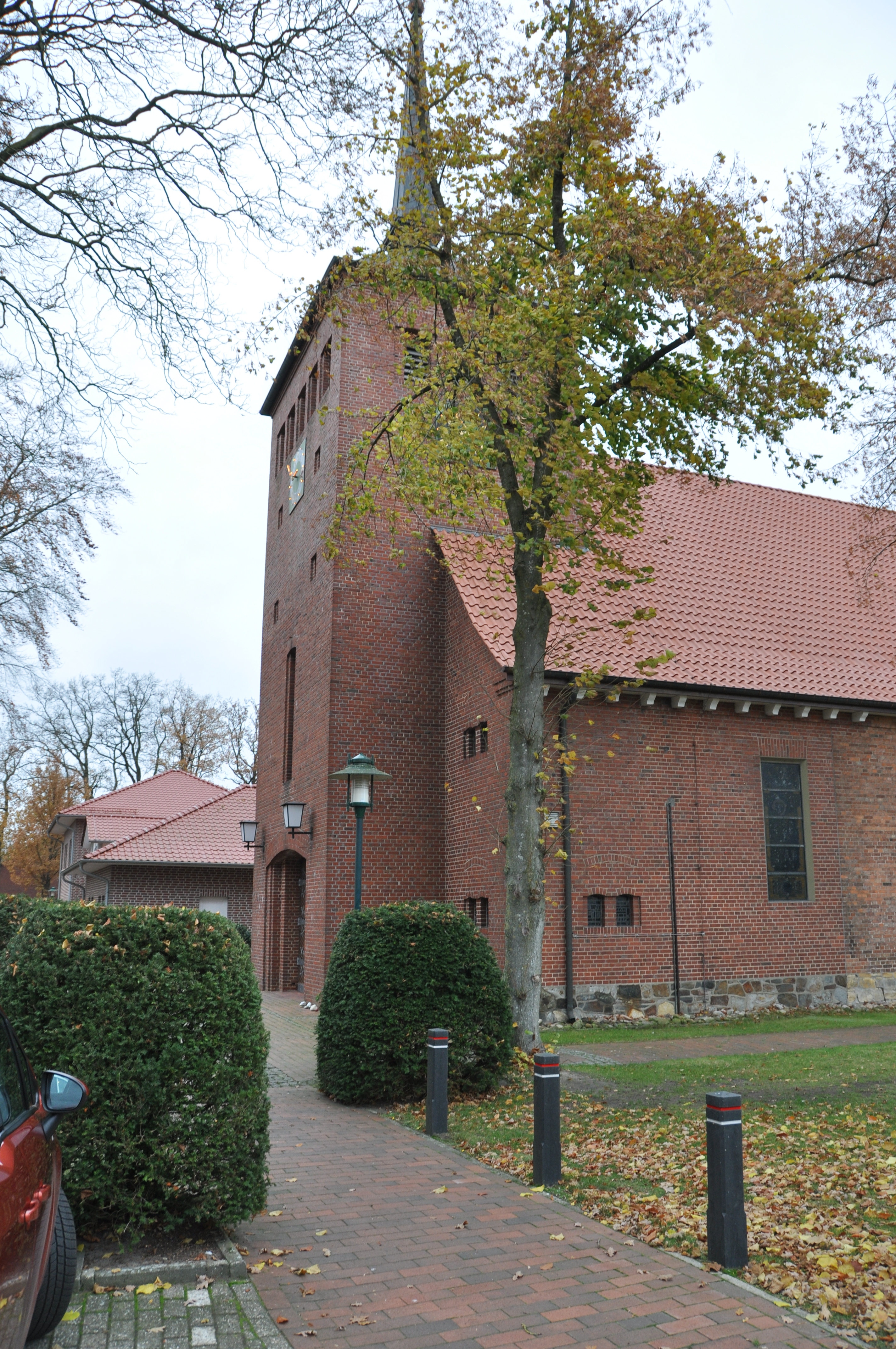
Kath. Herz-Jesu-Kirche in Nikolausdorf

Die Herz-Jesu-Kirche in Nikolausdorf im niedersächsischen Landkreis Cloppenburg ist eine römisch-katholische Filialkirche der Pfarrei St. Peter und Paul (Garrel). Sie steht unter dem Patrozinium des Heiligsten Herzens Jesu und gehört zum Dekanat Friesoythe im Bistum Münster. Die Kirche ist ein Backsteinbau mit Turm und bietet 370 Gläubigen Platz.

## Geschichte
Zu Beginn des 20. Jahrhunderts entstand auf staatlichem Grund nordöstlich von Garrel die Kolonie Nikolausdorf. Weil der Weg zur nächstgelegenen Pfarrei viel zu weit war, wünschten sich die katholischen Kolonisten ein eigenes Gotteshaus und gründeten 1912 einen Kapellenbauverein.
Nach den Plänen des Architekten Ludwig Freese (Oldenburg) wurde 1920/21 die Herz-Jesu-Kirche in Nikolausdorf gebaut. Beachtenswert ist der unter Denkmalschutz stehende Hochaltar. Der von Ludger Sunder-Plaßmann (Münster) 1952 geschaffene Glockenturm komplettierte das Gotteshaus. Zu den öfters umgebauten Gebäuden der Gemeinde gehören das Pfarrhaus (mit Pfarrheim), die Bücherei „St. Nikolaus“ und der Kindergarten „St. Nikolaus“.
Gottesdienste an den Sonn- und Feiertagen feierte ab 1921 der Kaplan aus Garrel in der Herz-Jesu-Kirche. Der Seelsorgebezirk Nikolausdorf wurde 1923 zur selbstständigen Kapellengemeinde erhoben.
Durch Fusion entstand aus der Pfarrei Garrel und den Kapellengemeinden Beverbruch, Falkenberg und Nikolausdorf am 24. Oktober 2004 die neue Kirchengemeinde St. Johannes Baptist mit Sitz in Garrel. Am 1. Januar 2024 schlossen sich die katholischen Gemeinden in Barßel, Bösel, Friesoythe, Garrel, Saterland und Westerstede zusammen zum Katholischen Kirchenverband „Pastoraler Raum Friesoythe“ mit Sitz in Friesoythe.

## Glocken
Im Turm der Herz-Jesu-Kirche hängen die folgenden drei Bronzeglocken, die in Hemelingen gegossen wurden:
- Glocke 1: Schlagton: fis1; Ø 108,5 cm; Glockengießerei Otto; Gussjahr: 1964
- Glocke 2: Schlagton: gis1; Ø 97 cm; Glockengießerei Otto; Gussjahr: 1964
- Glocke 3: Schlagton:ais1; Ø 82 cm; Glockengießerei Otto; Gussjahr: 1964[4]

## Orgel
Die 1875 von Arnold Kröger (Goldenstedt) für St. Gorgonius (Goldenstedt) geschaffene Orgel (II+P/20) wurde 1952 gekauft und von Emanuel Kemper (Lübeck) nach der Renovierung in der Herz-Jesu-Kirche aufgestellt. 1965 baute Matthias Kreienbrink (Osnabrück) ein neues Instrument (II+P/12).
Die Schleifladen-Orgel von 1965 hat 12 Register und besitzt zwei Manuale (C - g3) und ein Pedal (C - f1). Die Spieltraktur und die Registertraktur sind mechanisch.